# (612244) 2001 QS322
(612244) 2001 QS322 est un objet transneptunien faisant partie des cubewanos, avec un diamètre estimé à environ 190 km.